# Tokyo Indoor 1987
Il Tokyo Indoor 1987 conosciuto anche come Seiko Super Tennis Classic per motivi di sponsorizzaione è stato un torneo di tennis giocato sul sintetico indoor. È stata la 10ª edizione del Tokyo Indoor, che fa parte del Nabisco Grand Prix 1987. Si è giocato a Tokyo in Giappone dal 20 al 25 ottobre 1987. Stefan Edberg il vincitore del singolare ha vinto 30,000 dollari di montepremi.

## Campioni

### Singolare maschile
Stefan Edberg ha battuto in finale  Ivan Lendl con il punteggio di 6–7, 6–4, 6–4

### Doppio maschile
Broderick Dyke /  Tom Nijssen hanno battuto in finale  Sammy Giammalva Jr. /  Jim Grabb con il punteggio di 6–3, 6–2